# 밴 핸지스
밴 핸지스(Van Hansis, 1981년 9월 25일 ~ )는 미국의 배우이다.

## 출연 작품
- 살인 매뉴얼 (2020)
- 키스 미, 킬 미 (2015)
- 데블 메이 콜 (2013)